# Horákova Lhota
Horákova Lhota (německy Horak-Ölenhüttel) je osada, část obce Želivsko v okrese Svitavy v Pardubickém kraji. Jde o skupinu domů na konci silničky.

## Historie
K roku 1792 název obce Horakova Lhotka, roku 1835 Horakova Lhota, roku 1858 Horakova Lhotka. Ke dni 2. 10. 2006 zde bylo hlášeno 13 obyvatel.